# Rhinoestrus nivarleti
Rhinoestrus nivarleti är en tvåvingeart som beskrevs av Rodhain och Joseph Charles Bequaert 1912. Rhinoestrus nivarleti ingår i släktet Rhinoestrus och familjen styngflugor.
Artens utbredningsområde är Kongo. Inga underarter finns listade i Catalogue of Life.